# 刘春樵
刘春樵（1923年—2006年），湖南常德人，中华人民共和国政治人物。
早年组织地下武装，后编入第47军160师炮兵3连。1952年，参加荆江分洪水利工程。1954年，参加治理西洞庭湖水利工程。1964年，被任命担任蔡家岗镇公社书记。1968年，接待时任中共湖南省委书记的华国锋到常德地区视察。后参加湖南代表团赴北京参加中共九大，当选九大中央候补委员。随后在中国共产党十大和十一大上，刘春樵又连续当选中央候补委员和中央委员。从1969年至1979年，历任常德县革委会副主任、湖南省革委会常委；常德县委副书记，常德县委第一书记，县革委会主任；常德地委副书记，湖南省委常委。1979年，刘春樵被选为湖南省人大常委会副主任。1983年，离休。2006年4月26日，去世。